# NGC 4230
NGC 4230是一个位于半人马座的疏散星团，1837年4月5日由約翰·赫歇爾发现。